# Kettlebaston
Kettlebaston ist ein Dorf und eine Verwaltungseinheit im District Babergh in der Grafschaft Suffolk, England. Kettlebaston ist 20,8 km von Ipswich entfernt. Im Jahr 2001 hatte es eine Bevölkerung von 58 Einwohnern. Kettlebaston wurde 1086 im Domesday Book als Kitelbeomastuna erwähnt.